# Independent International Commission on Decommissioning
L'Independent International Commission on Decommissioning (IICD, français : Commission indépendante internationale de déclassement) a été mise en place pour s'assurer du désarmement des groupes paramilitaires unioniste et républicain du conflit nord-irlandais consécutivement à l'accord de Belfast.
À la suite d'un accord entre les gouvernements britannique et irlandais, la commission fut mise en place le 26 août 1997.
L'IICD est dirigée par le Canadien John de Chastelain, le Finlandais Tauno Nieminen et l'Américain Andrew D. Sens (qui remplace en 1999 Donald C. Johnson (en)).